# Kruisweg (Handel)
De Kruisweg van Handel is een vroeg 20e-eeuwse kruisweg in het processiepark achter de Onze-Lieve-Vrouw-Tenhemelopnemingskerk in de Nederlandse plaats Handel, in de provincie Noord-Brabant.

## Achtergrond
Rector Johannes van de Laarschot (1838-1916) nam in 1904 het initiatief voor de aanleg van een processiepark achter de kerk. In het park werden een Rozenkransweg en slingerende Kruisweg aangelegd. De Tilburgse firma Van Balgooy maakte in 1917 een levensgrote figuurvoorstelling van Jezus in de Hof van Olijven, die is geplaatst in het verlengde van de centrale as in het park. De 3 meter hoge sculptuur toont Jezus knielend voor een engel met kelk, aan de voet van het werk liggen drie discipelen te slapen. In 1918-1919 maakte de firma Van Balgooy veertien staties die in kunststeen werden uitgevoerd en de weg van Jezus langs de Via Dolorosa verbeelden. 
In 1946 kreeg beeldhouwer Manus Evers de opdracht de staties te vervangen. Door onder meer problemen in zijn privéleven en onenigheid met de nieuwe rector werd het project niet voltooid. Evers maakte slechts drie staties af, waarvan de laatste werd geplaatst in 1958.

### Restauratieproject
Begin 21 eeuw is een project gestart om de staties te restaureren. De figuurvoorstellingen worden daarvoor schoongemaakt, waarna ontbrekende delen worden aangevuld. Vervolgens wordt een mal gemaakt en worden de voorstellingen in brons gegoten. Hieronder twee voorbeelden van staties voor en na restauratie:

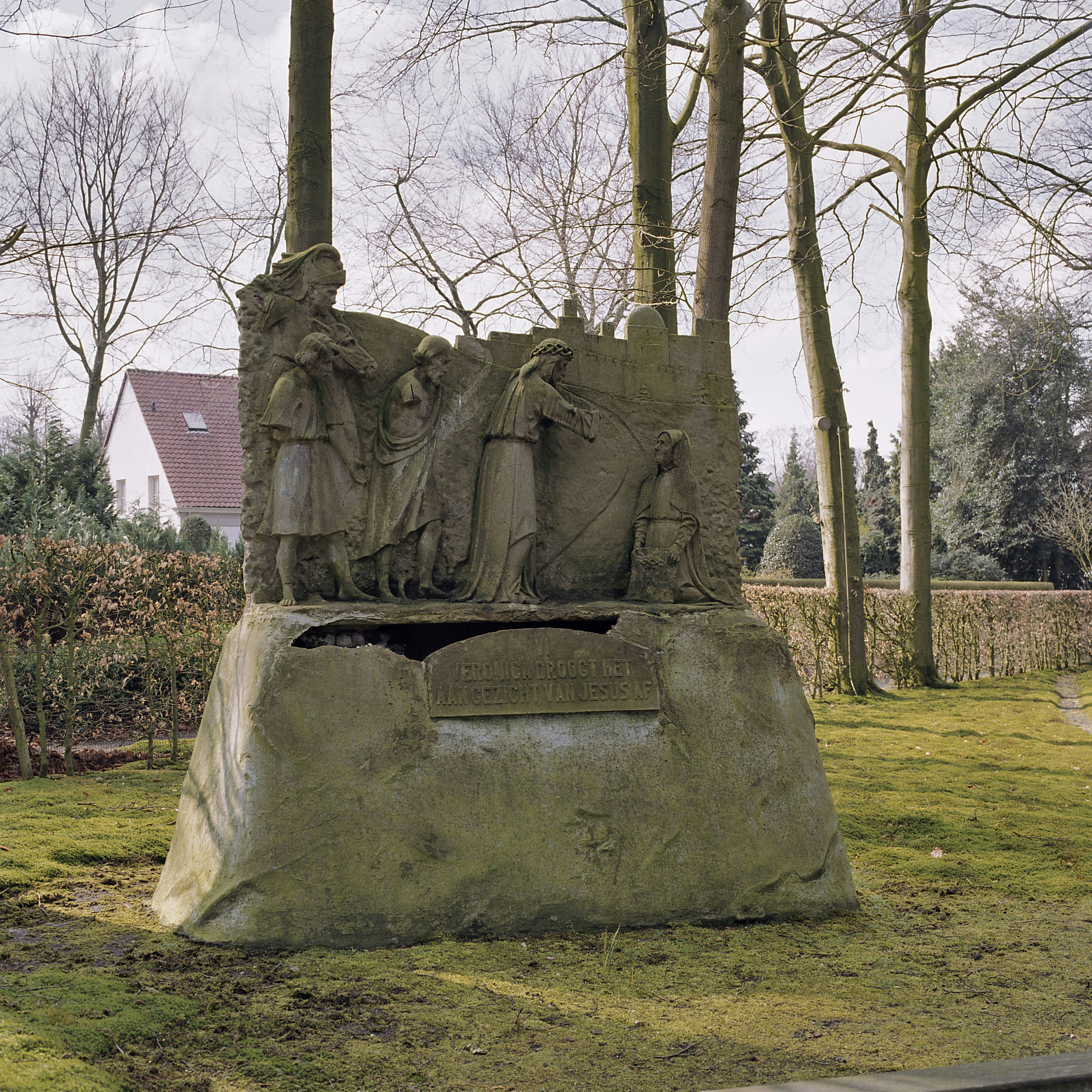
VI
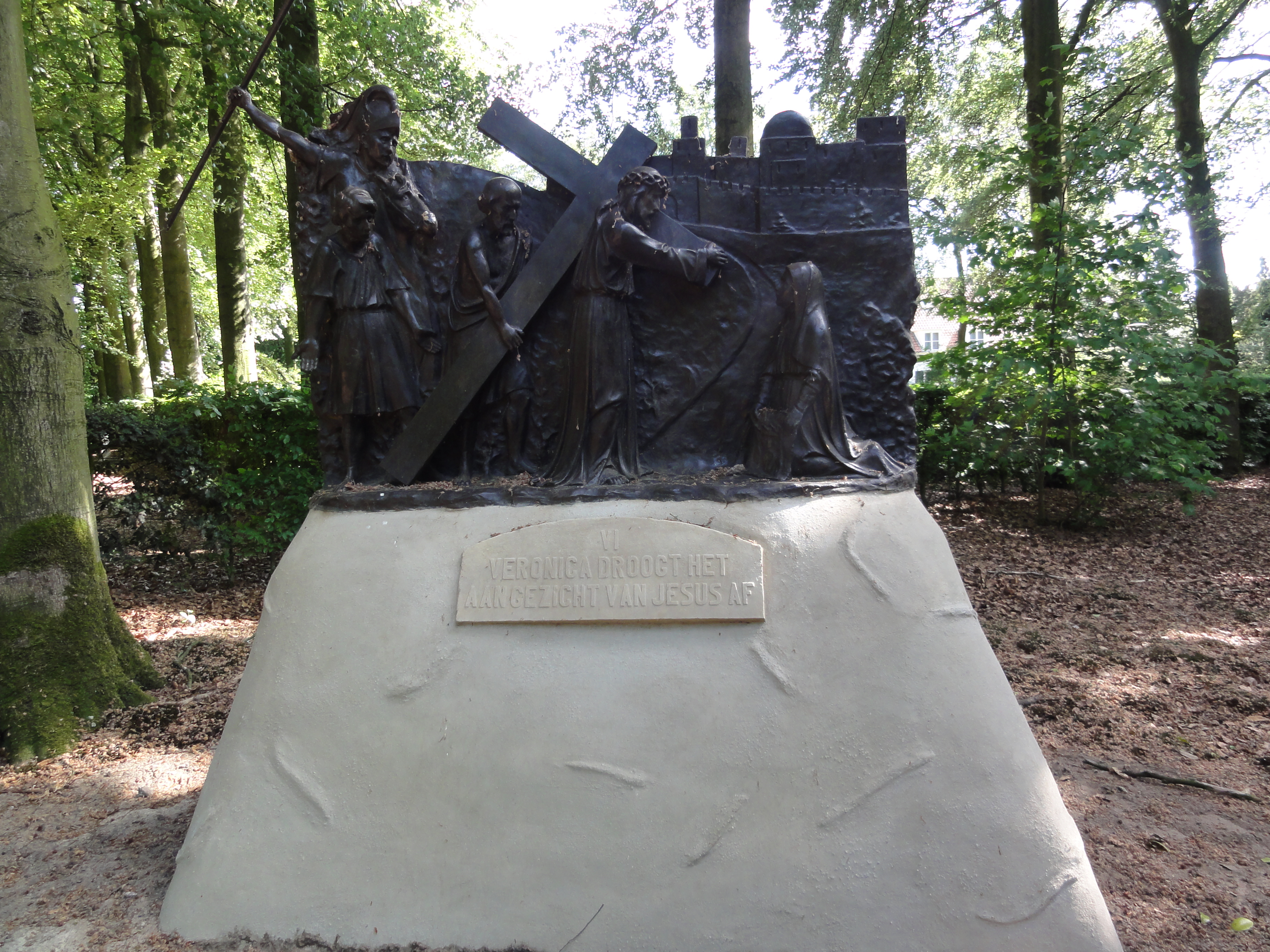
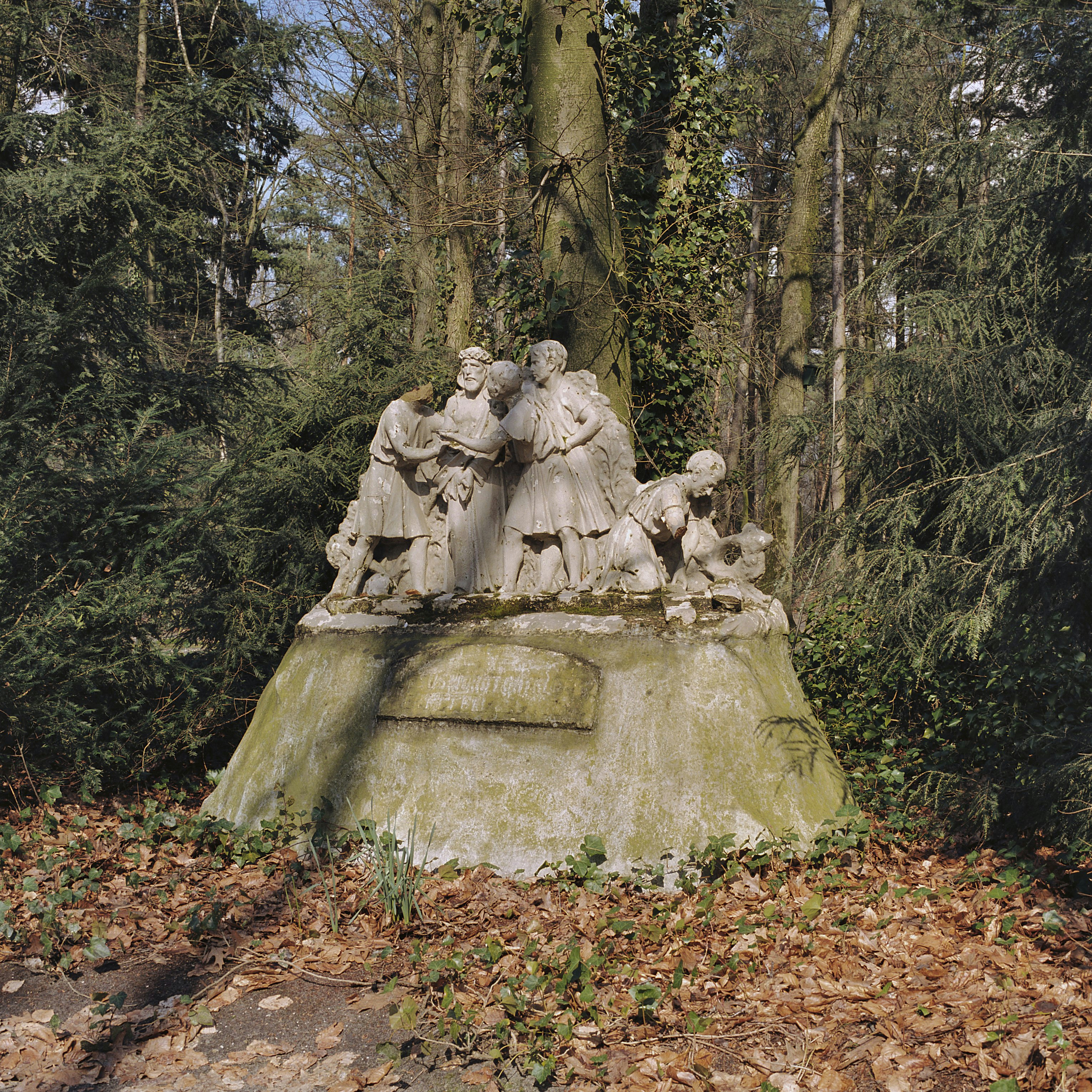
X
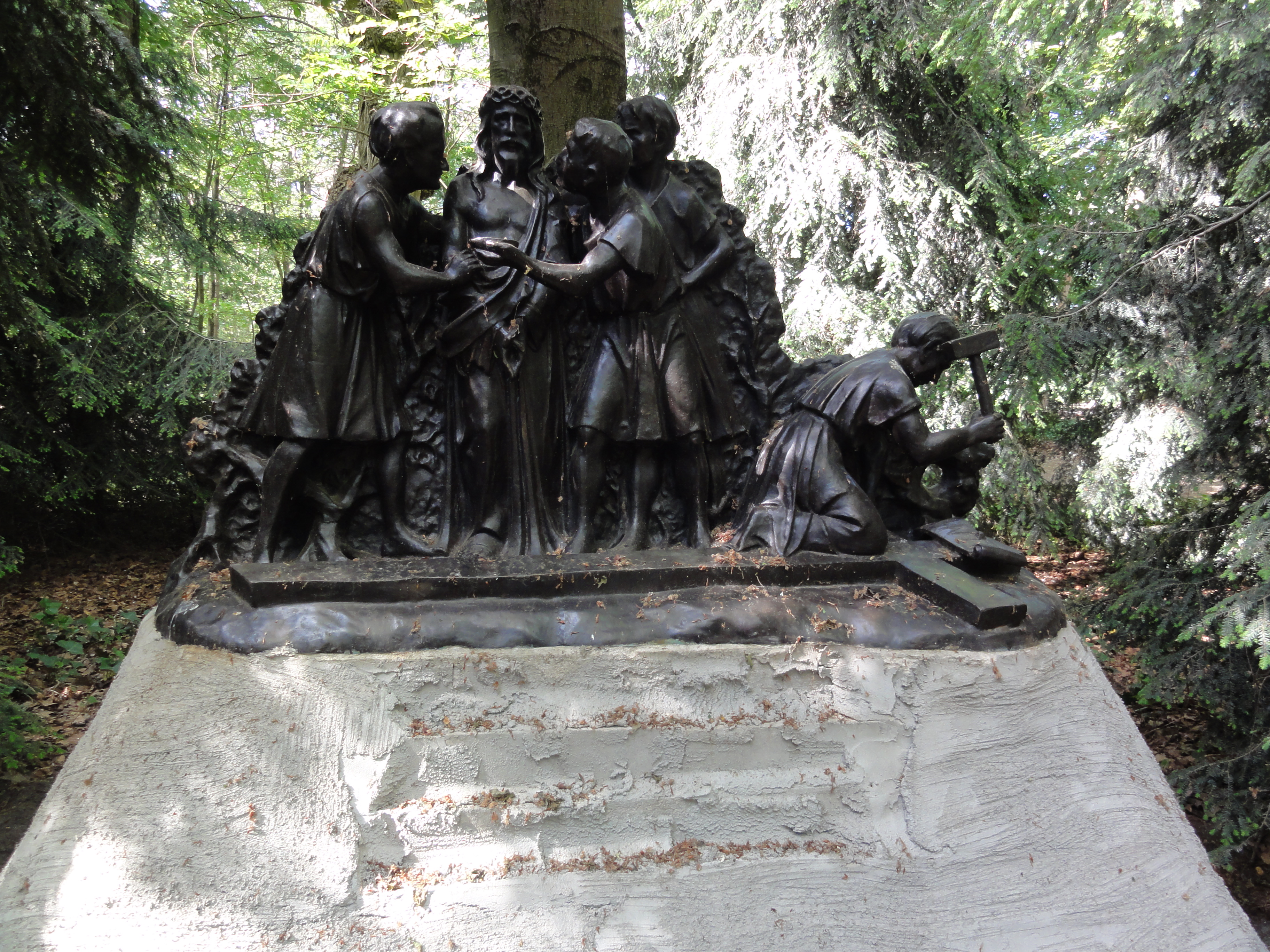

## Beschrijving
De Kruisweg werd opgezet met veertien neogotische figuurvoorstellingen, die in 1918-1919 in kunststeen zijn uitgevoerd door de Nijmeegse firma Van Balgooy. Elke voorstelling is ongeveer een meter hoog en geplaatst op een imitatierots. Aan de voorzijde van de rots is een plaquette aangebracht, waarop in reliëf het volgnummer en een beschrijving worden weergegeven. De twaalfde statie, met de voorstelling van de kruisiging van Christus op Golgotha, is geplaatst aan het eind van de centrale as in het processiepark. De laatste statie, met een voorstelling van de graflegging, staat aan de rechterzijde van de as, bij het begin van het park.
De drie staties van Evers (III, VII en VIII) wijken qua stijl en uiterlijk af. Ze bestaan uit rechtopstaande rechthoeken, waarop in reliëf figuurvoorstellingen zijn aangebracht.

### Foto's

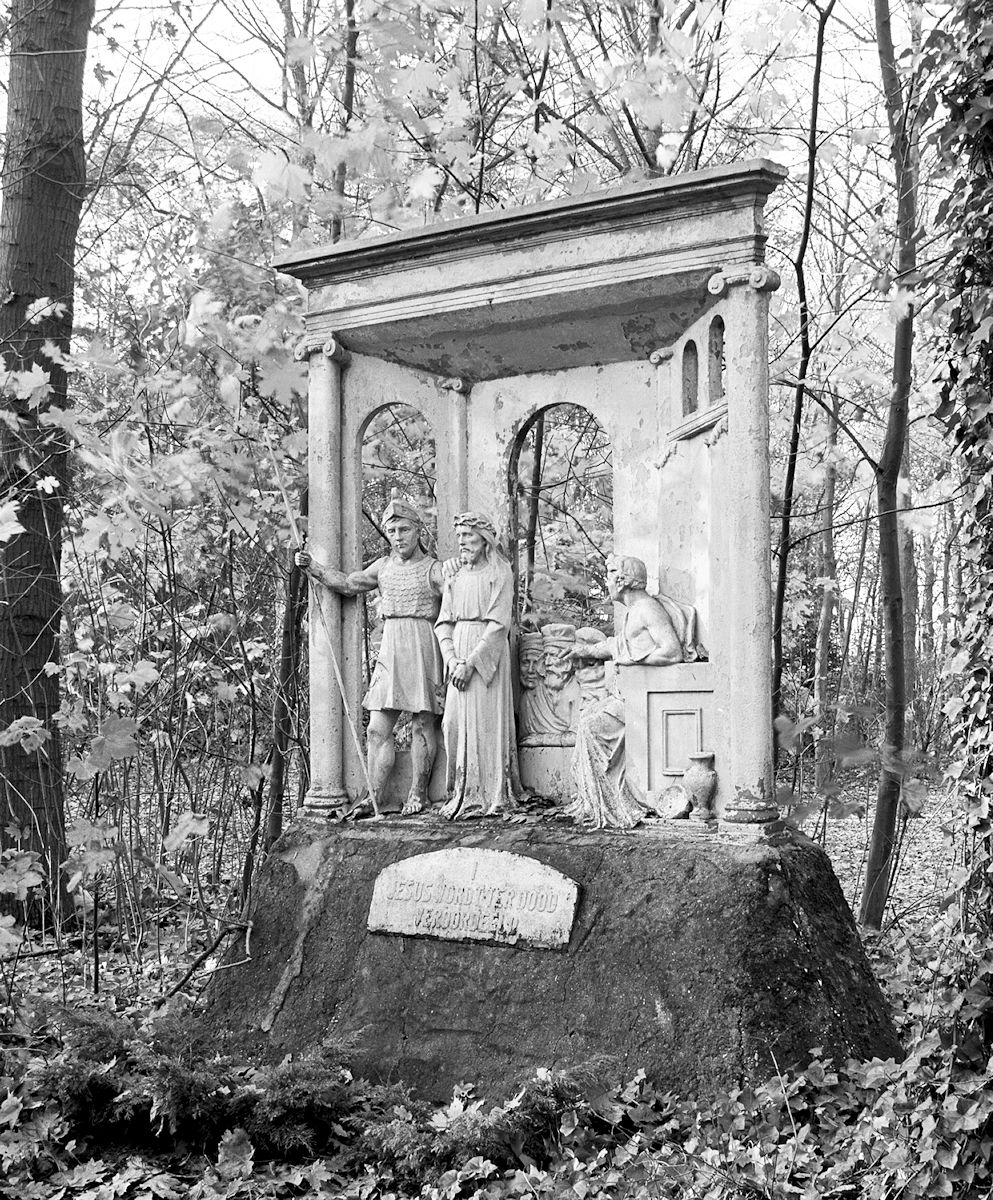
I Jesus wordt ter dood veroordeeld. (Firma Van Balgooy)
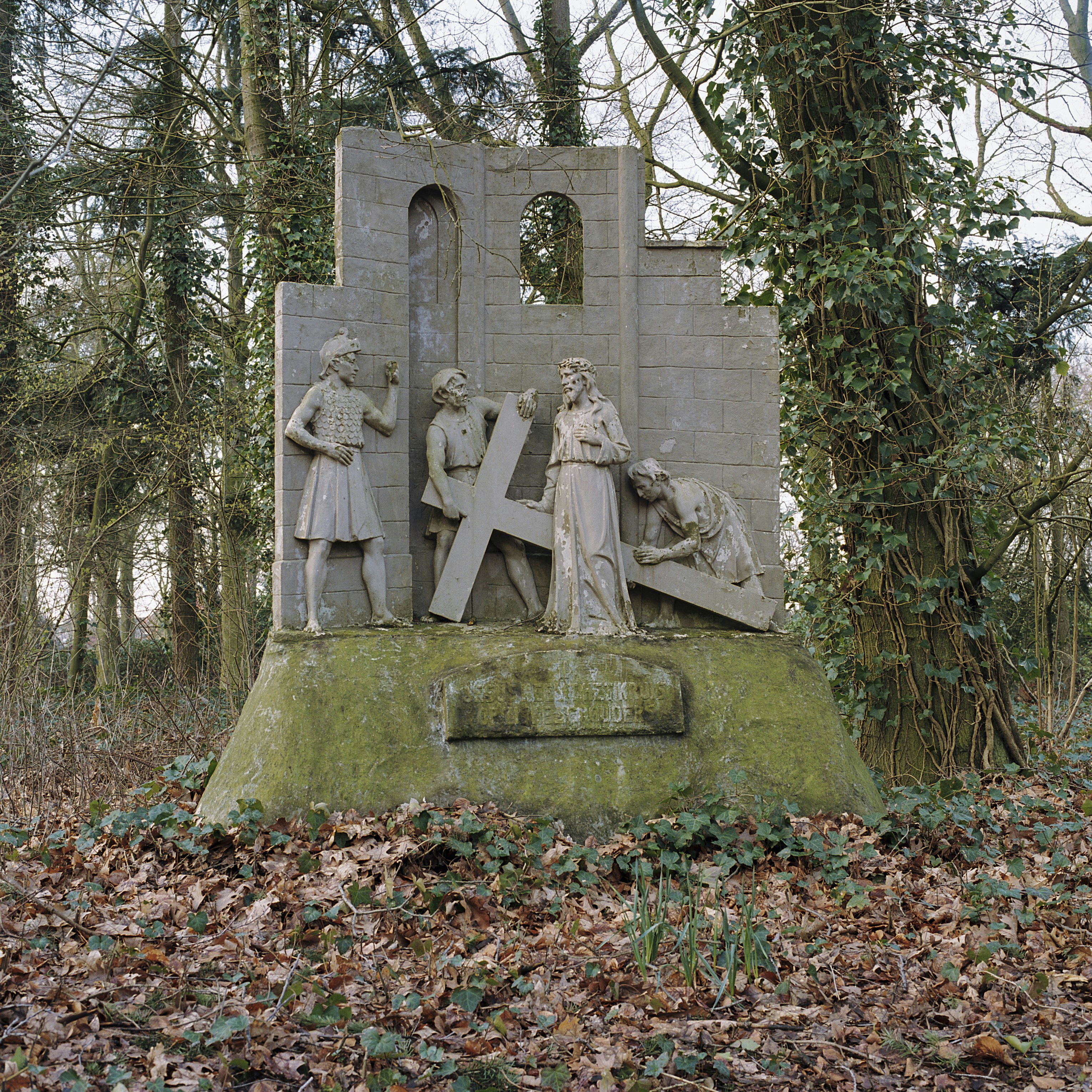
II Jesus neemt het kruis op zijne schouders. (Firma Van Balgooy)
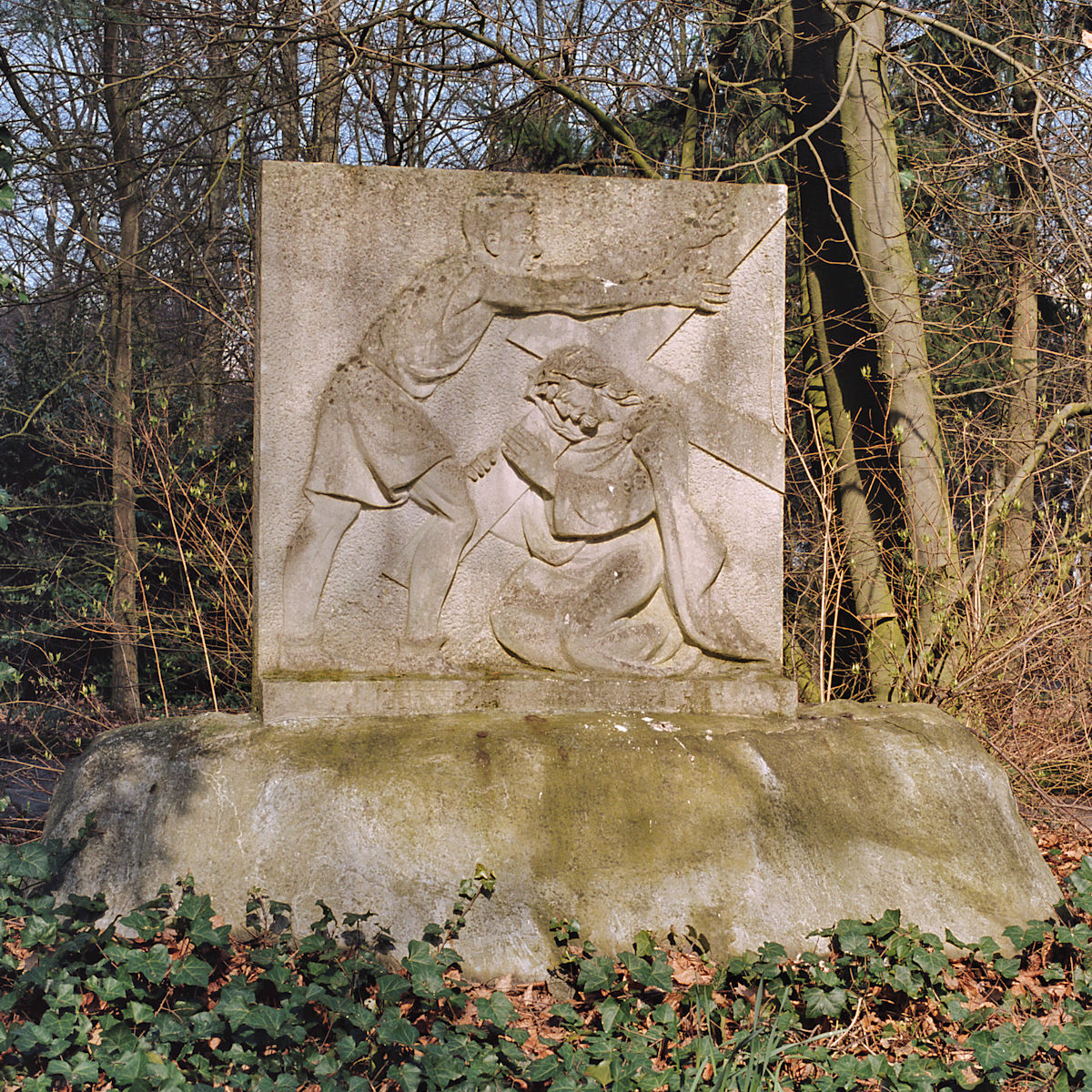
III Jezus valt de eerste maal onder het kruis. (Manus Evers)
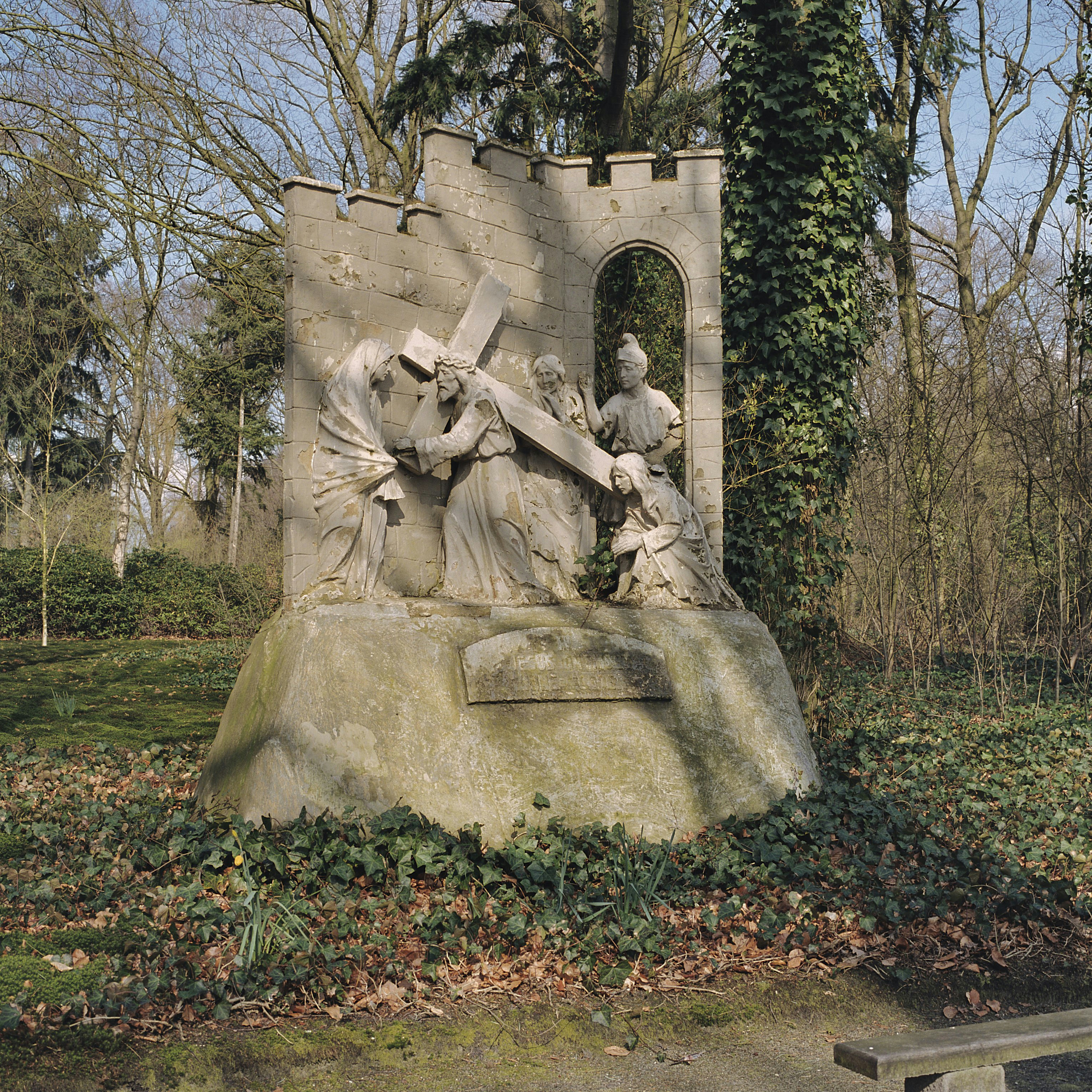
IV Jesus ontmoet zijne moeder. (Firma Van Balgooy)
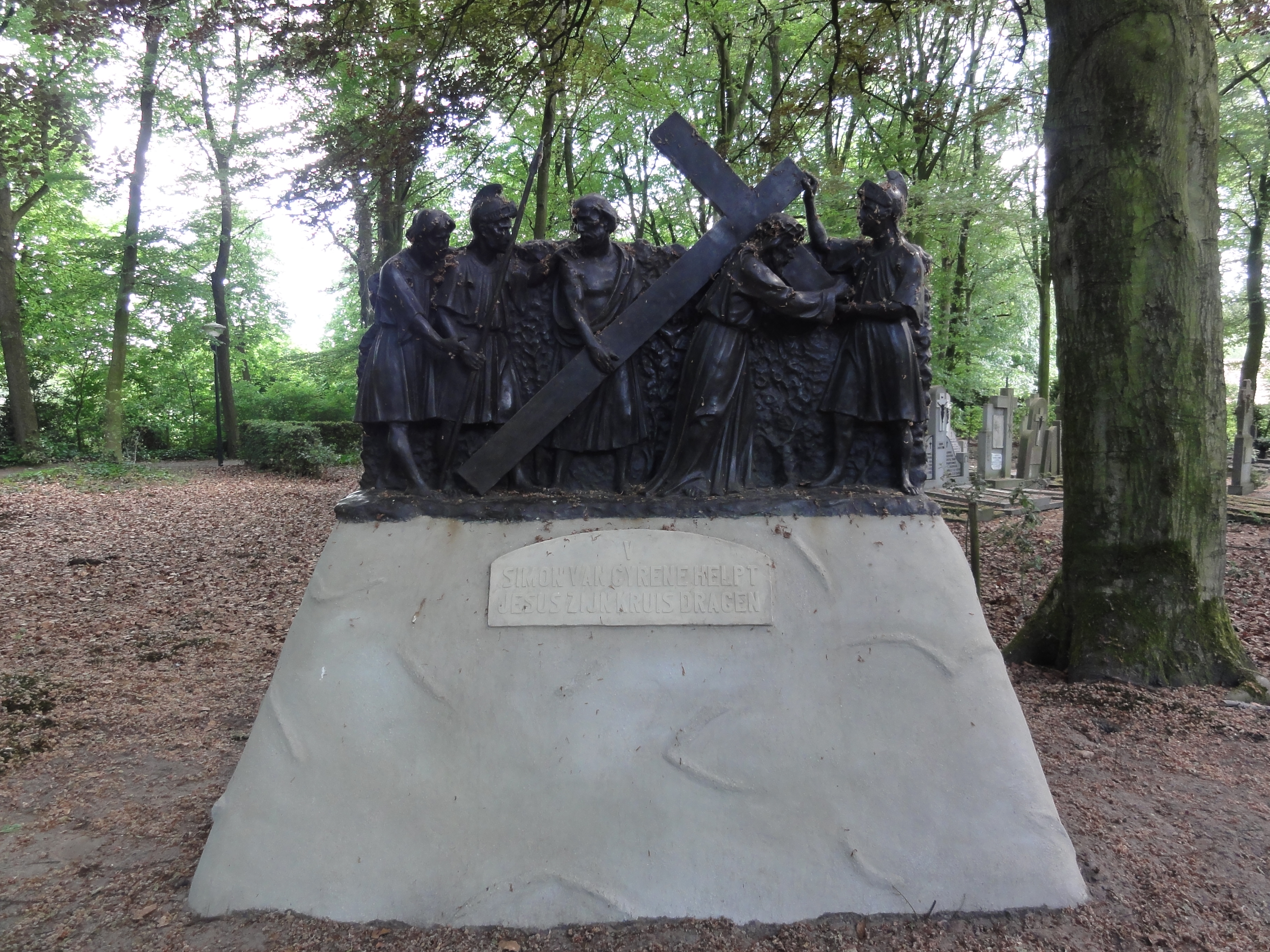
V Simon van Cyrene helpt Jesus zijn kruis dragen. (Firma Van Balgooy)
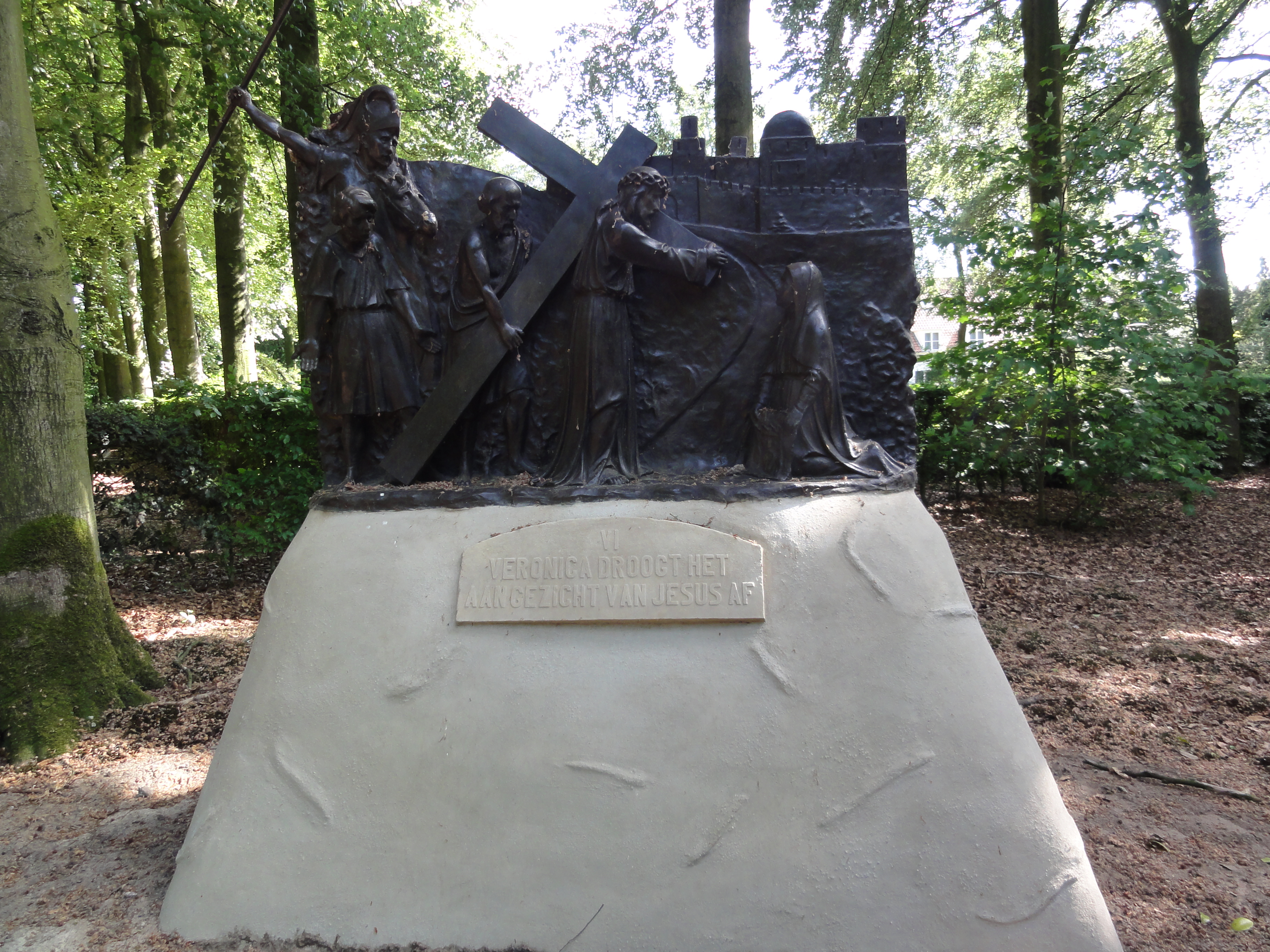
VI Veronica droogt het aangezicht van Jesus af.. (Firma Van Balgooy)
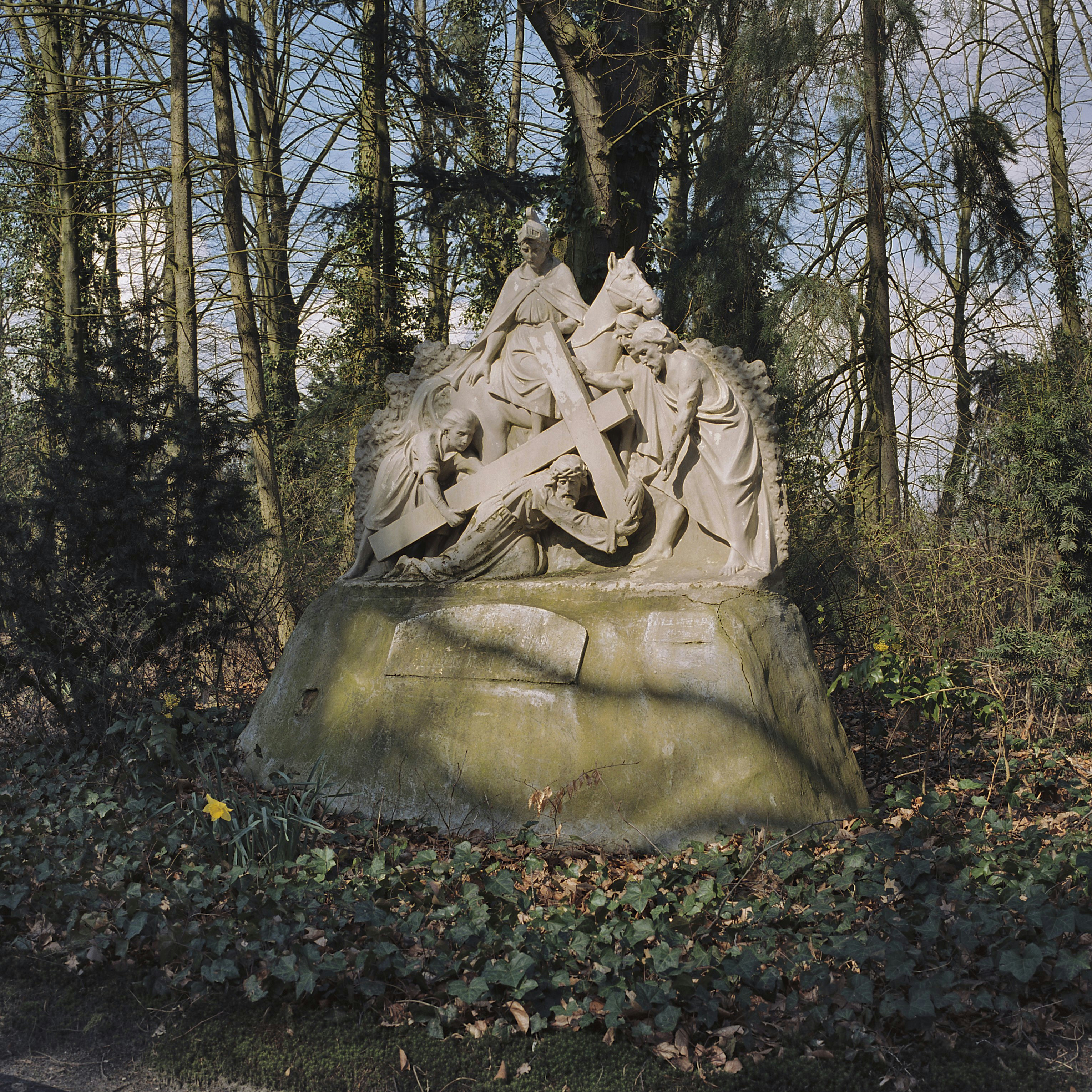
VIIa Jesus valt onder het kruis. (Firma Van Balgooy)
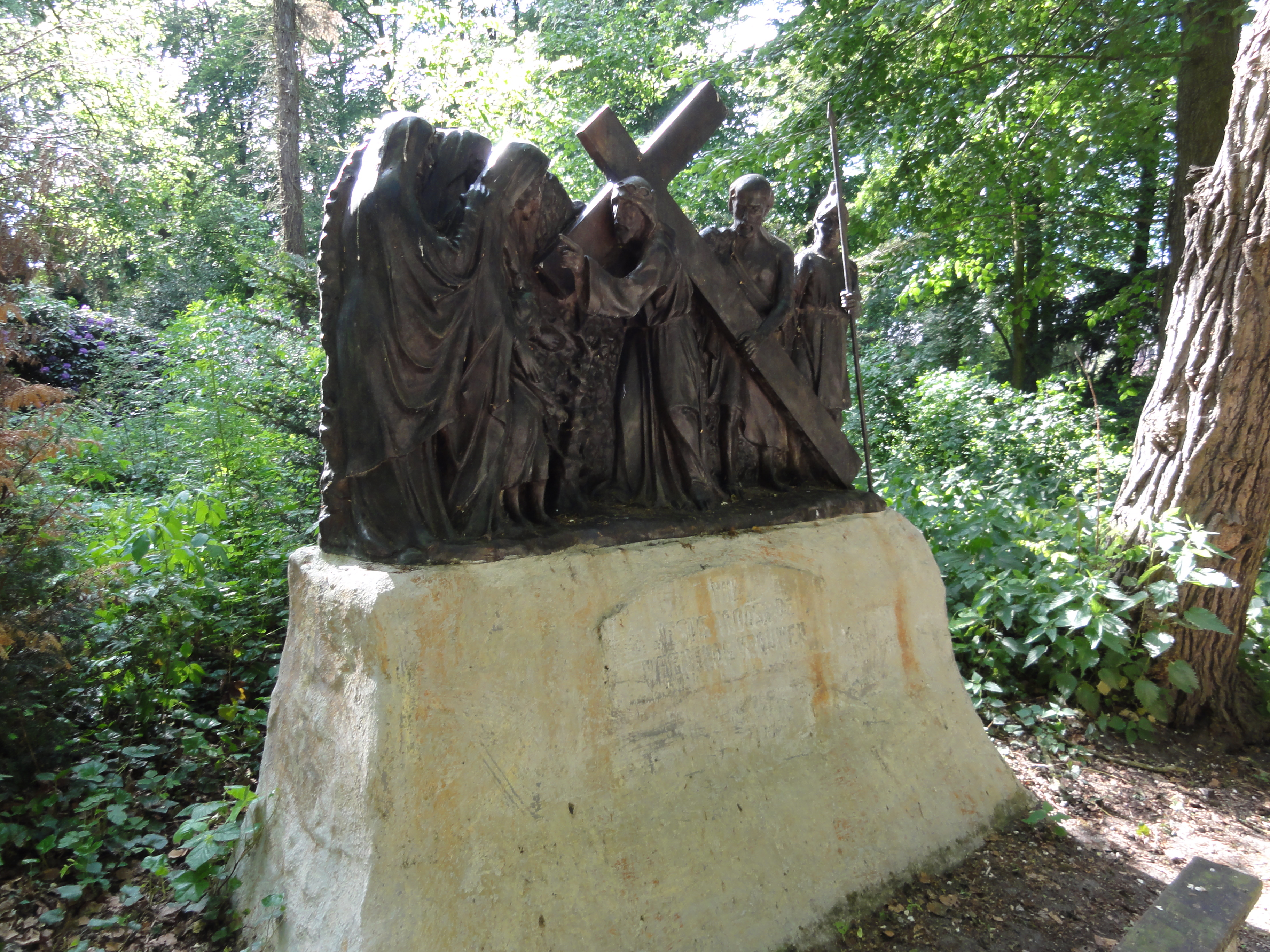
VIIb Jezus valt onder het kruis. (Manus Evers)
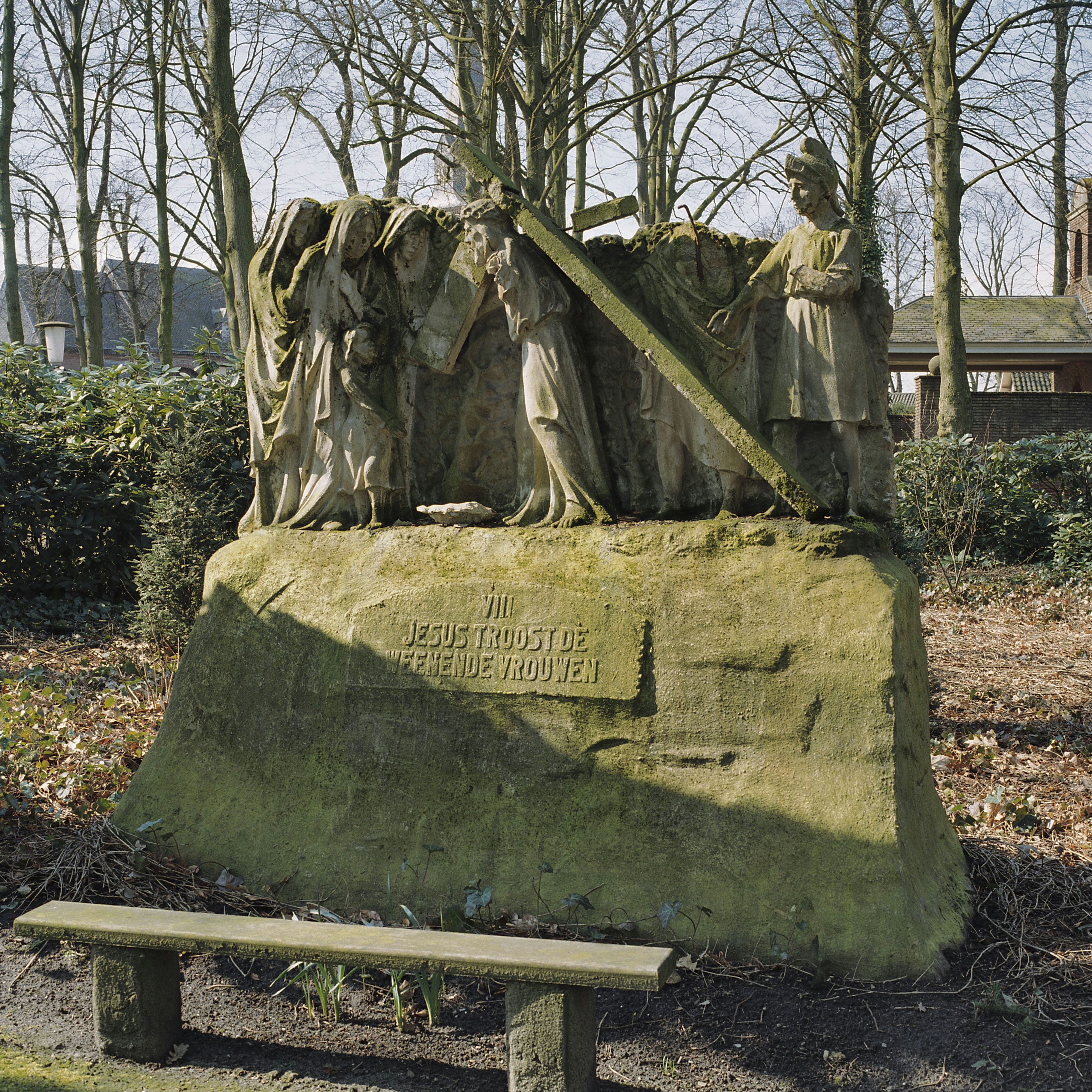
VIIIa Jesus troost de wenende vrouwen. (Firma Van Balgooy)
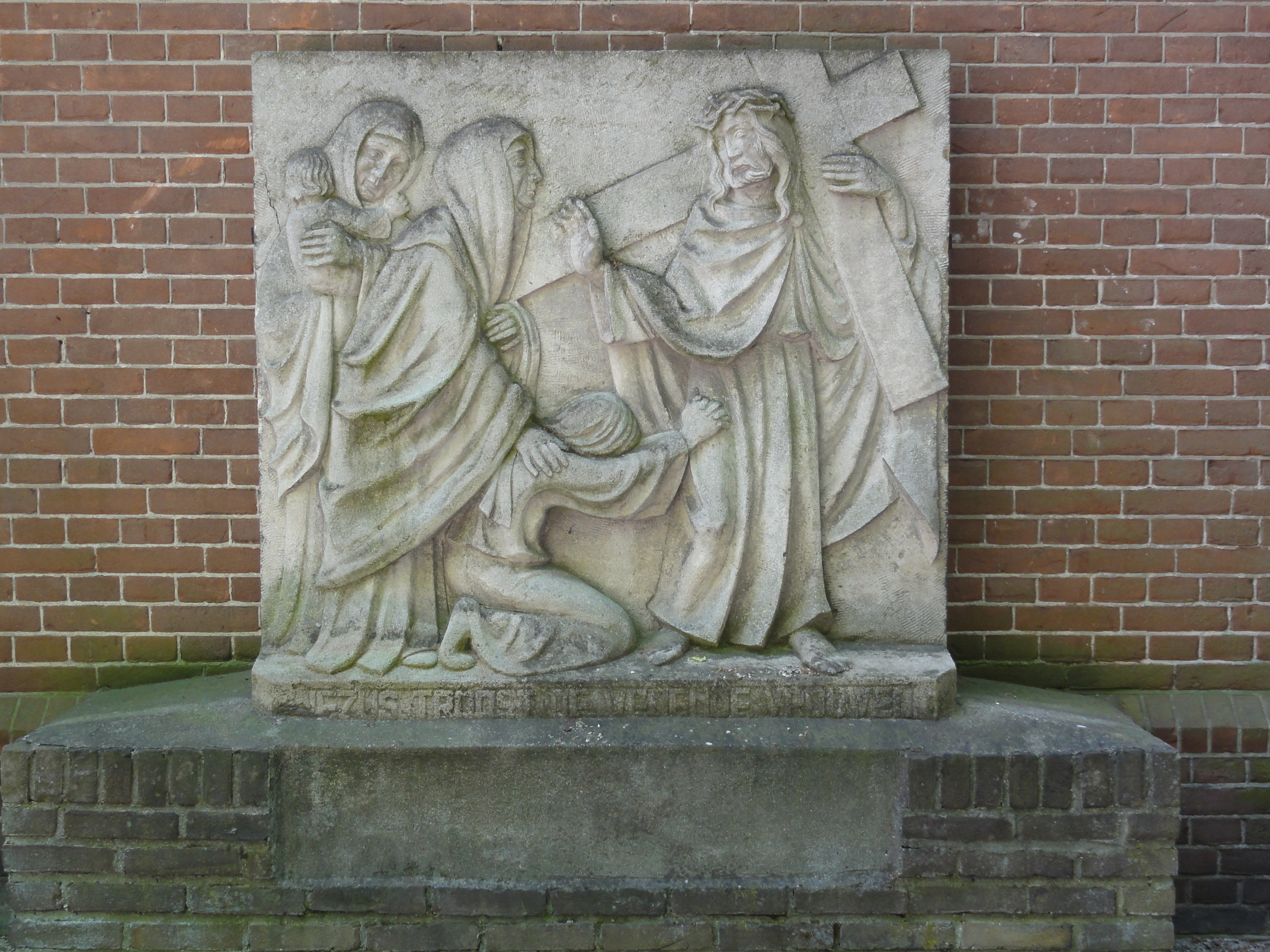
VIIIb Jezus troost de wenende vrouwen. (Manus Evers)
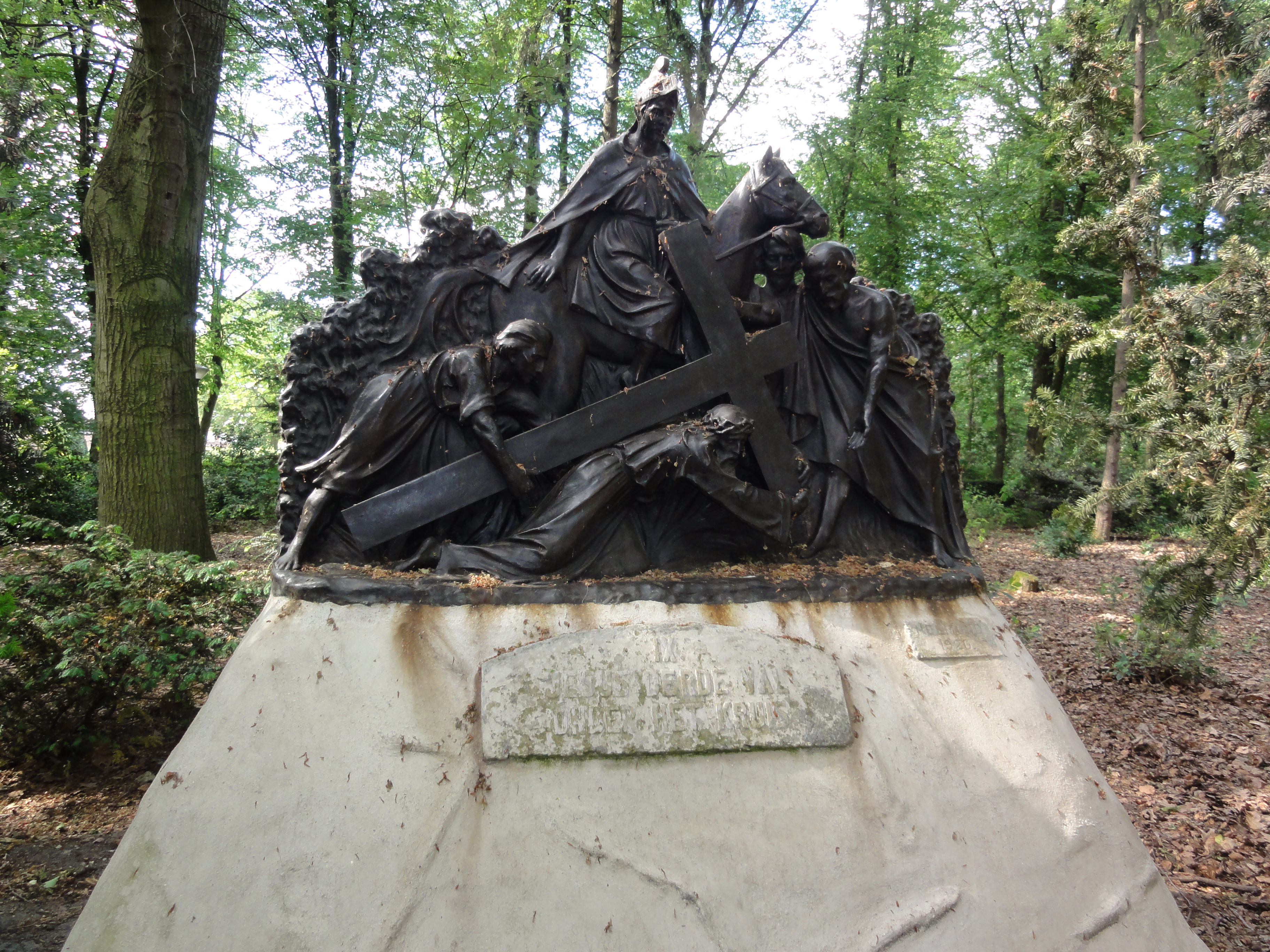
IX Jesus derde val onder het kruis. (Firma Van Balgooy)
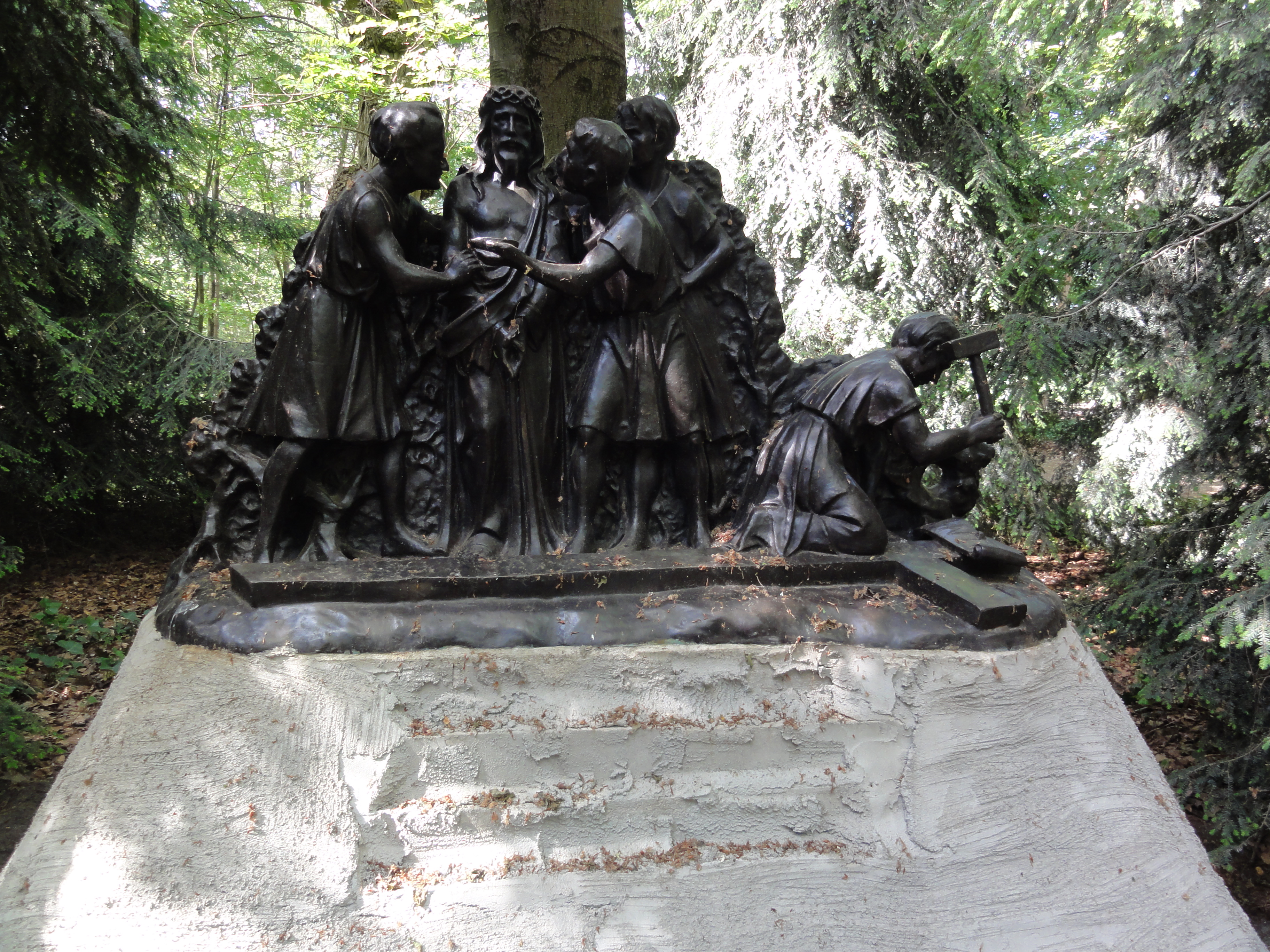
X Jesus wordt ontkleed en met gal gelaafd. (Firma Van Balgooy)
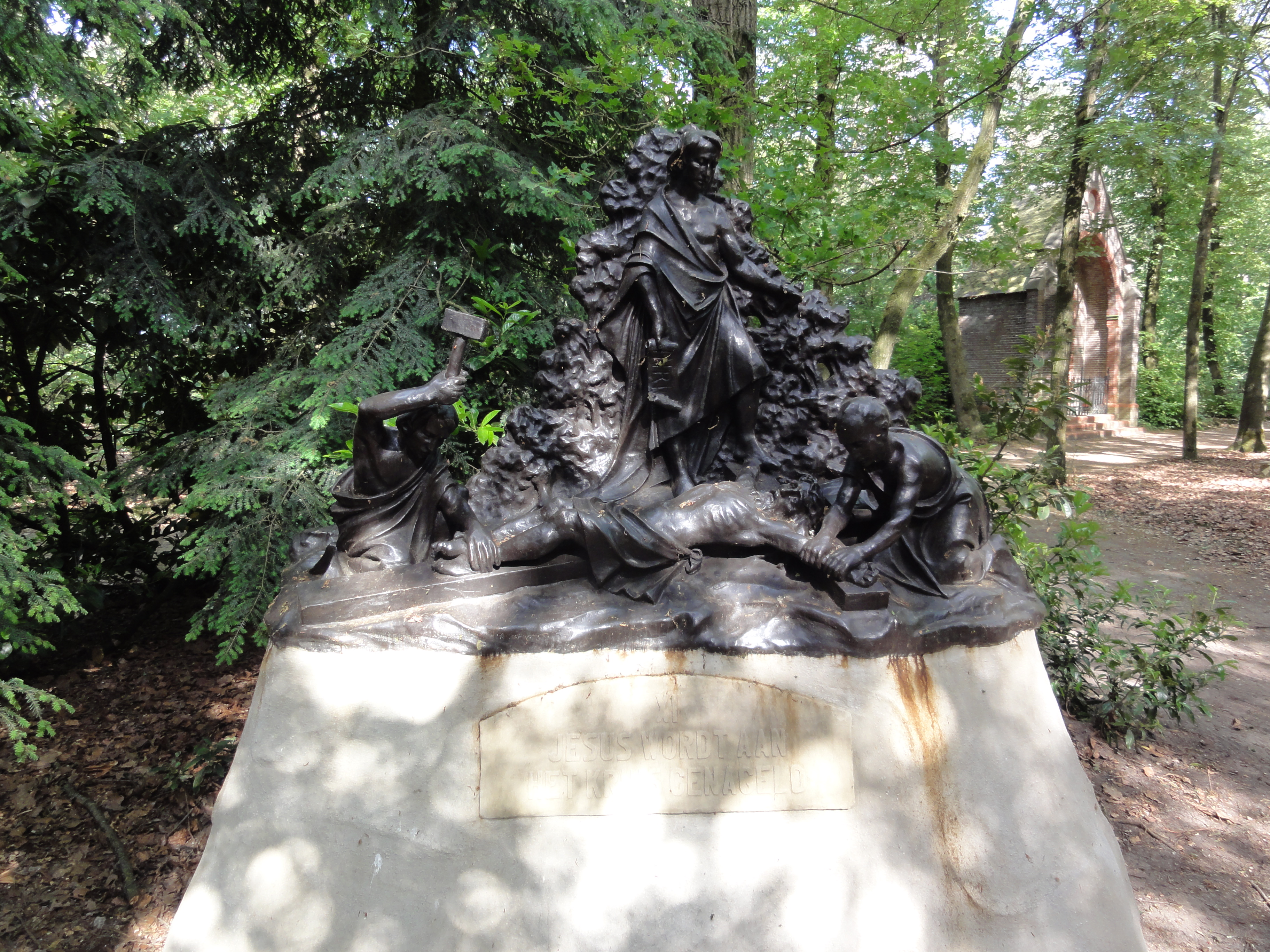
XI Jesus wordt gekruisigd. (Firma Van Balgooy)
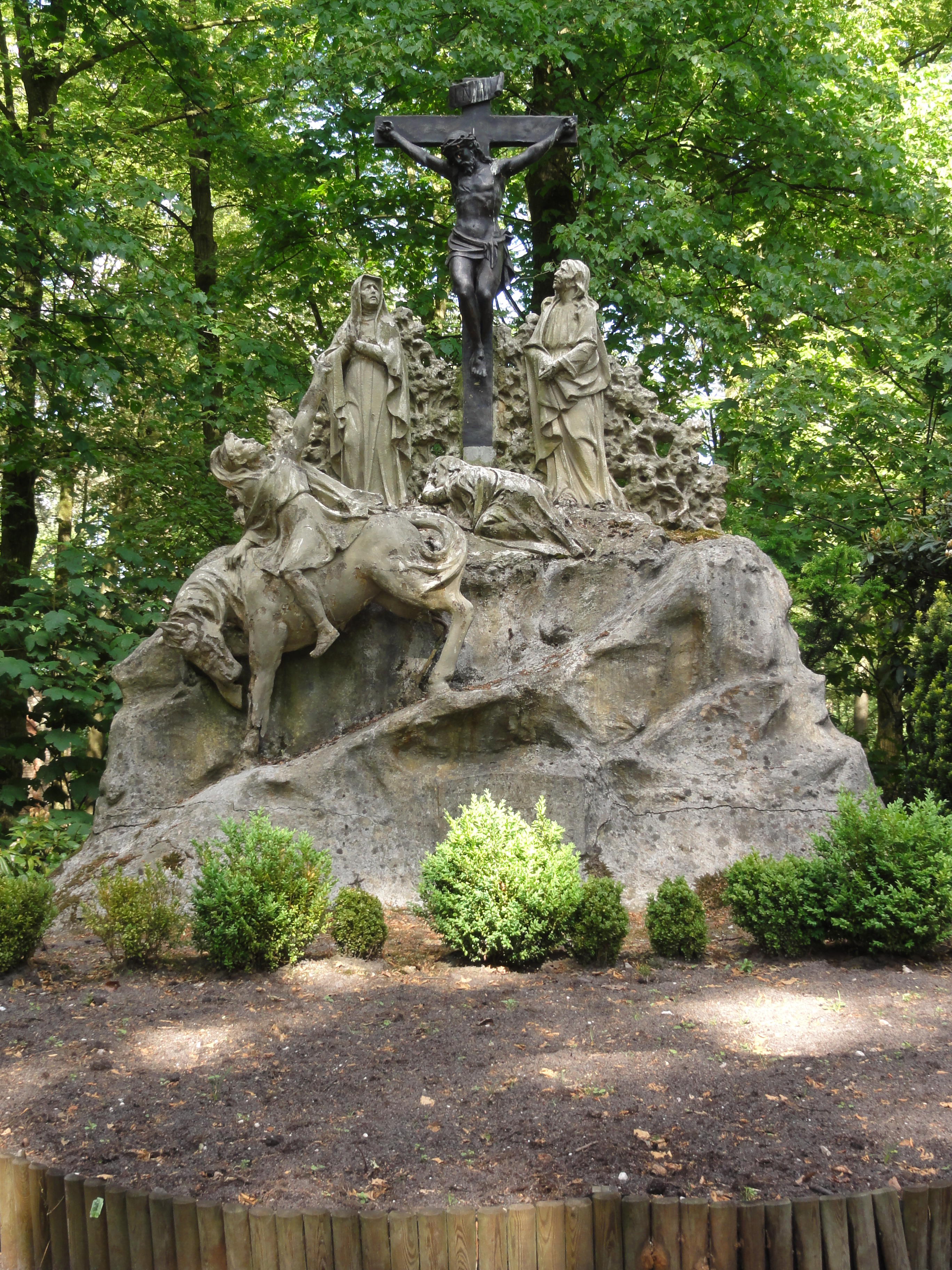
XII Jesus sterft aan het kruis. (Firma Van Balgooy)
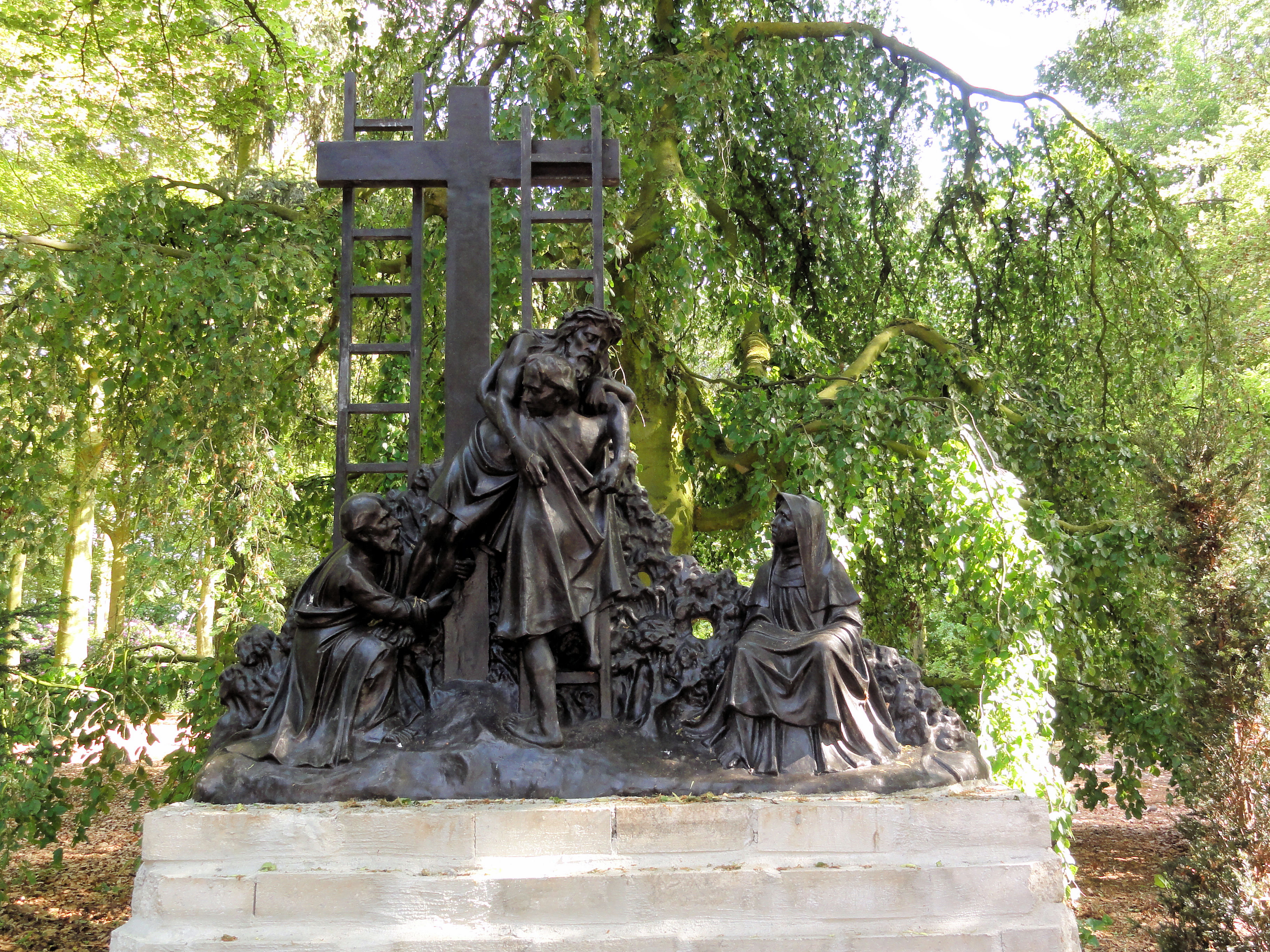
XIII Jesus van het kruis afgenomen. (Firma Van Balgooy)
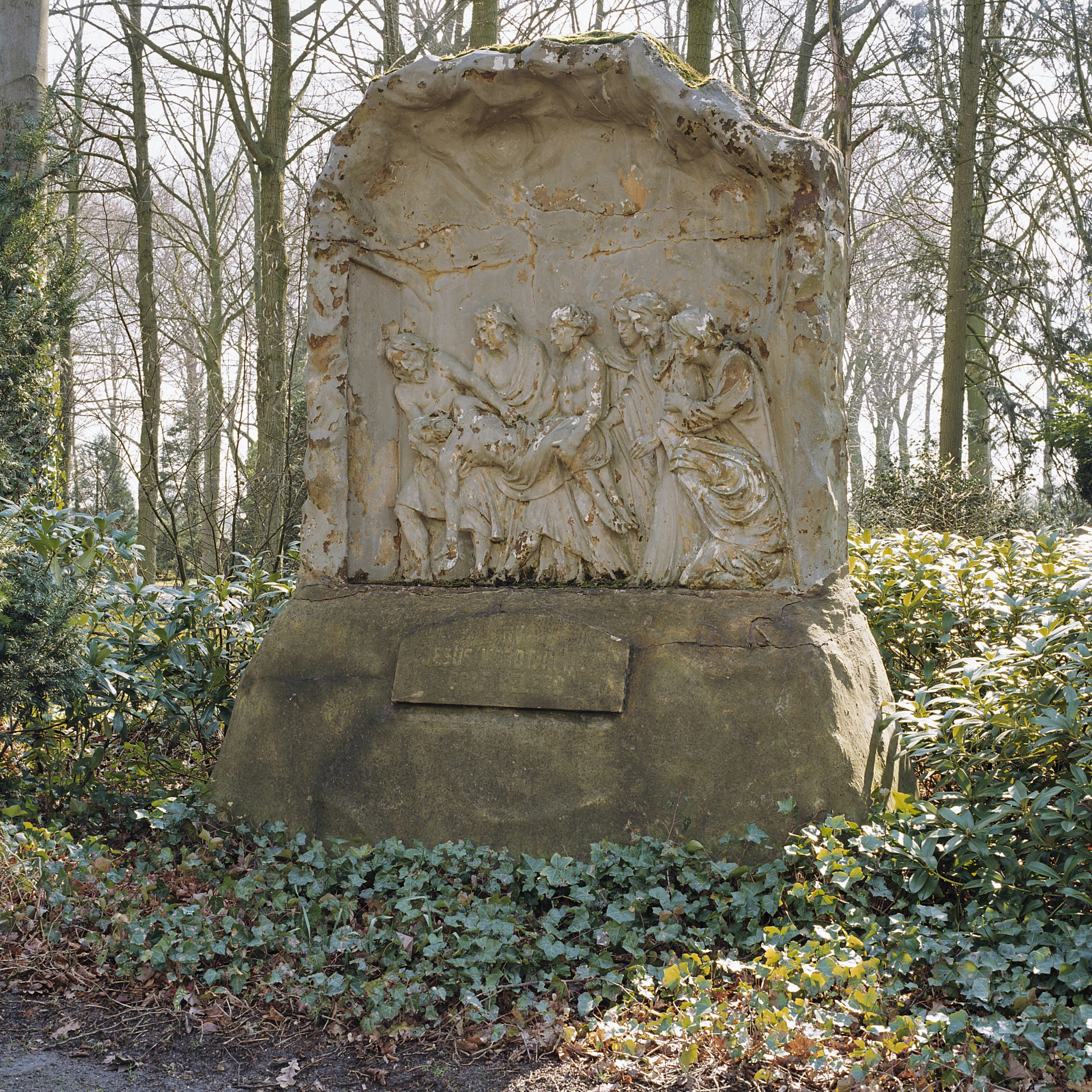
XIV Jesus wordt in het graf gelegd. (Firma Van Balgooy)

## Waardering
De kruisweg en de sculptuur van Jezus op de Olijfberg werden in 2001 als rijksmonument in het Monumentenregister opgenomen. De kruisweg heeft "cultuurhistorisch belang als uitdrukking van een geestelijke ontwikkeling en als toonbeeld van de devotie voor Christus in Noord-Brabant. Daarnaast is de kruisweg van typologisch belang als onderdeel van een processiepark uit de vroege twintigste eeuw. Het geheel heeft architectuurhistorische waarden als voorbeeld van een parkaanleg met monumenten in diverse stijlen. Het heeft ensemblewaarden vanwege de situering en de samenhang met het kerkgebouw en de relatie met de ontwikkeling van Handel als bedevaartsoord en kloosternederzetting."
Andere rijksmonumenten in het processiepark-complex zijn
- het processiepark-complex en de aanleg daarvan
- de Rozenkransweg met Benedictiekapel
- het Heilig putje
- het reliëf van de bruiloft in Kana